# 幌加温泉
幌加温泉（ほろかおんせん）は、北海道河東郡上士幌町幌加にある温泉。

## 泉質
- 鹿の谷
  - ナトリウム - 塩化物泉、カルシウム - 硫酸塩泉、含鉄泉、硫黄泉の4種。
- ホロカ温泉
  - ナトリウム - 塩化物泉

## 温泉街
「幌加温泉湯元 鹿の谷（かのや）温泉旅館」があり、宿泊及び日帰り入浴が可能。
同館には3つの泉質が異なる浴槽がある混浴内風呂、混浴露天風呂、及び小さな女性用内風呂があり、いずれも源泉掛け流し（一部加水）。
なお、携帯電話は全キャリアとも圏外であり、ブロードバンドは通じておらずWi-Fiサービスも無いため、衛星通信等を使用しない限りインターネットにはアクセス不能である。基本的な外部との通信手段は、帳場に置かれたピンク電話1台のみである。
テレビは2022年度に高利得アンテナを設置し共用テレビ部屋で地上波も視聴可能となった（個室にはテレビ無し）。
宿泊については、食事の提供は無く素泊まりのみであるが、宿泊者の利用できる共用キッチンがあり、簡易な自炊が可能である。なお、最寄りで食料品が得られる店舗は、北側は層雲峡のセイコーマートで約50 kmあり、南側は上士幌町内各店舗であるが約40 km離れている。
また、自治体あるいは産廃業者によるゴミ収集の範囲外であるため、利用者は排出したゴミを全て持ち帰らなければならない。
「ホロカ温泉旅館」は前湯守の死去により2011年（平成23年）1月より休業中。

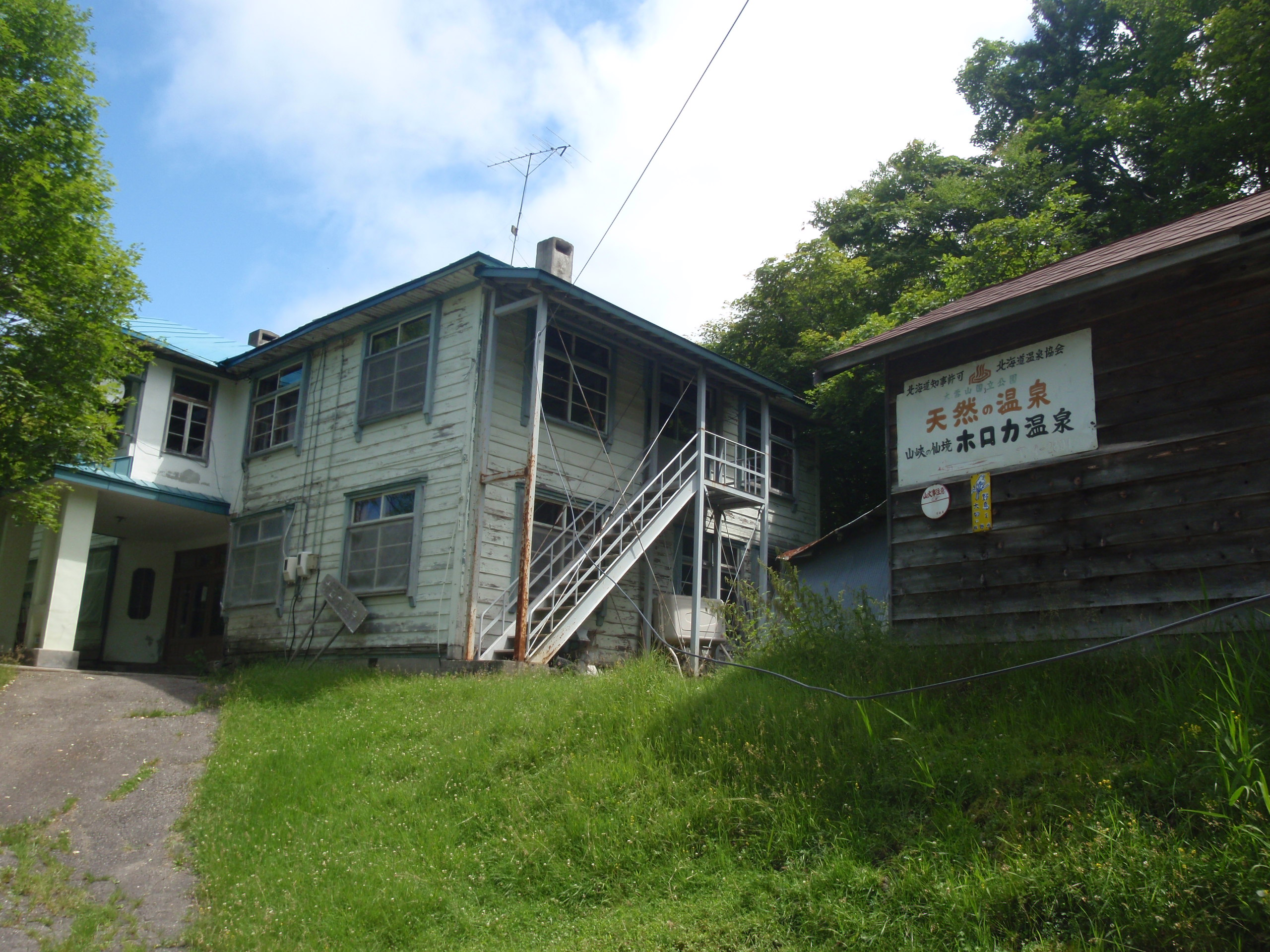
ホロカ温泉旅館
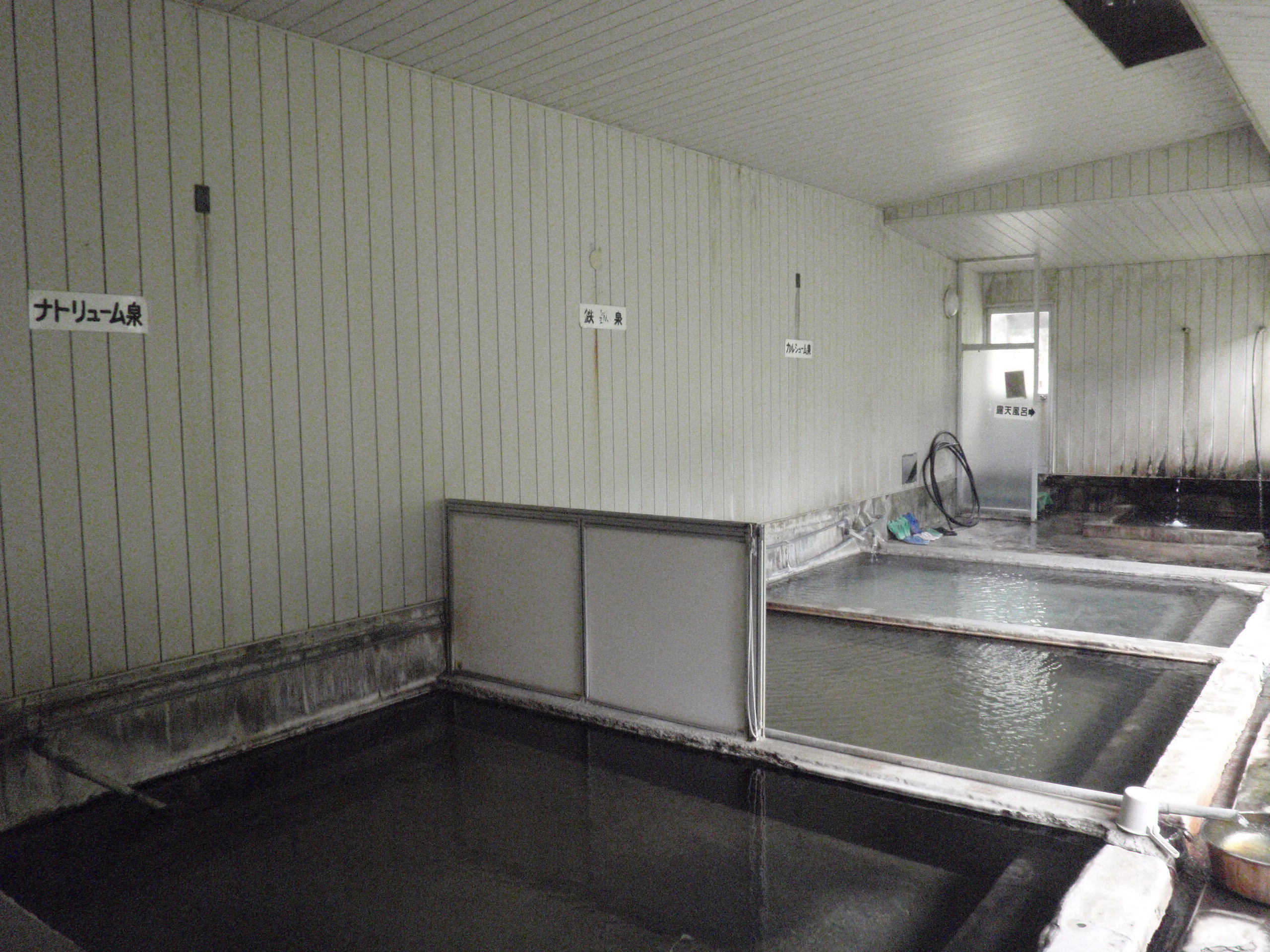
鹿の谷の内風呂

## 歴史
- 1946年（昭和21年）ごろ - 開湯、「鹿の谷」開業
- 1956年（昭和31年） - 「ホロカ温泉」開業[2]
- 2011年（平成23年） -「ホロカ温泉」休業

## 交通
- 車：道東自動車道音更帯広ICから70km。
- バス：帯広駅から十勝バスで1時間40分糠平営業所下車、タクシーで20分。または帯広駅からノースライナーみくに号で1時間20分幌加温泉入口下車、徒歩15分。